# Gewone neushoornvogel
De gewone neushoornvogel (Buceros rhinoceros) is een vogel uit de familie van de neushoornvogels. De wetenschappelijke naam van de soort werd in 1758 gepubliceerd door Carl Linnaeus. Het is een schaars voorkomende vogel van de regenwouden van Thailand, Maleisië en Indonesië.

## Beschrijving
De gewone neushoornvogel is een grote vogel met bijna het formaat van een kleine zwaan, 91–122 cm en een gewicht van 2–3 kg. De vogel is vrijwel helemaal zwart; alleen de onderbuik en de staart zijn wit. Halverwege de staart zit een horizontale brede zwarte band. Het is de enige soort neushoornvogel die dat heeft. Het mannetje heeft een rode iris; die van het vrouwtje is wit. De volwassen vogel heeft een grote kromme, witte snavel met daarop een opvallende, vaak omhoogkrullende hoorn. Op deze hoorn en delen van de bovensnavel bevinden zich oranjerode vlekken. Jonge vogels missen deze opvallende hoorn op hun snavel.

## Verspreiding en leefgebied
De gewone neushoornvogel komt (of kwam) voor in Zuid-Thailand, de rest van het Schiereiland Malakka, Oost-Maleisië (Sarawak en Sabah), Brunei en Indonesië (Kalimantan, Sumatra en Java). Het is een vogel van ongerept regenwoud, maar ook in uitgestrekte bosgebieden in moerassen of secundair bos, zowel in laagland en in middengebergte tot op een hoogte tussen de 1200 en 1400 m boven de zeespiegel.
Er worden drie ondersoorten onderscheiden:
- B. r. rhinoceros: zuidelijk Malakka en Sumatra.
- B. r. silvestris: Java.
- B. r. borneoensis: Borneo.

## Status
De gewone neushoornvogel heeft erg te lijden onder het kappen van de oerwouden en het omzetten van bos in oliepalmplantages. Bovendien is er nog veel jacht op deze vogels omdat de veren onderdeel zijn van traditionele feestkledij van de Dajaks en andere volkeren uit het oorspronkelijke leefgebied. Daarom staat deze vogel als kwetsbaar op de internationale rode lijst.

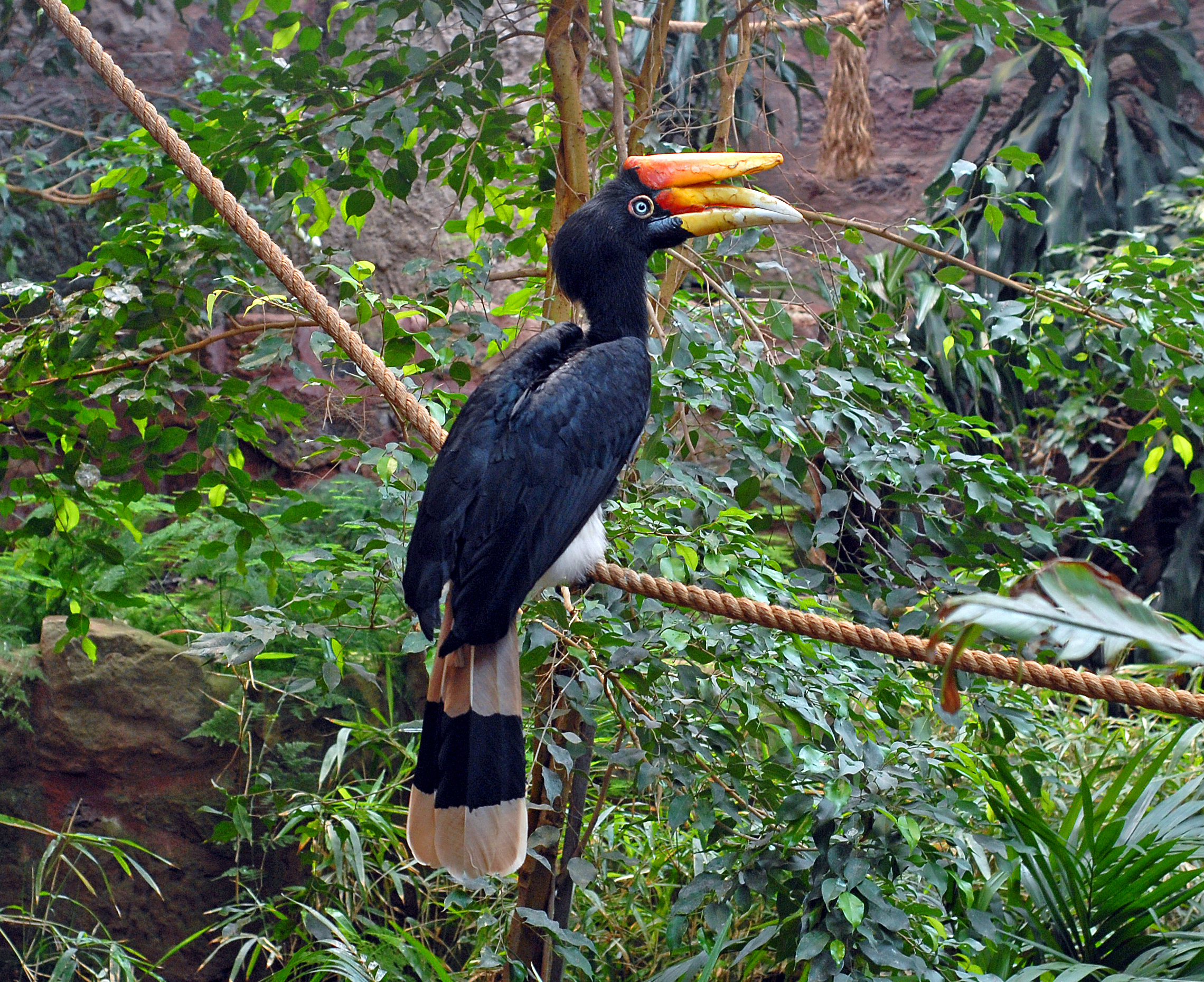
Volwassen vrouwtje gewone neushoornvogel in Chester Zoo